# 華陽の戦い
華陽の戦い（かようのたたかい、繁体字:華陽之戰、簡体字:华阳之战）は、紀元前273年に発生した秦が魏と趙を攻めた戦い。
紀元前273年、趙と魏は韓の重要な城邑の華陽（現在の河南省鄭州市新鄭市の北）に侵攻した。韓は秦に救援を求め、秦の昭襄王は武安君白起と穣侯魏冄・客卿の公孫胡昜が率いる軍を派遣した。平均で一日に100里の行軍の速度で急襲し、秦軍は突然、華陽の戦場に現れた。趙と魏の軍は、対策を練っていないために、趙・魏軍は大敗した。この戦で秦軍は魏軍を13万斬首し、魏将3名を捕虜とした。魏将芒卯は敗走した。趙将賈偃は趙軍の捕虜2万人とともに黄河に沈められた。
秦軍は勝利に乗じて魏の巻（現在の河南省原陽県の北西の原興街道）・蔡陽（現在の湖北省棗陽市の南西）・長社（現在の河南省長葛市の東）と趙の観津（現在の河北省武邑県の東の審坡鎮）を取った。魏は南陽（太行山より南で黄河より北の地域）を割譲して和を求めた。